# Propágulo

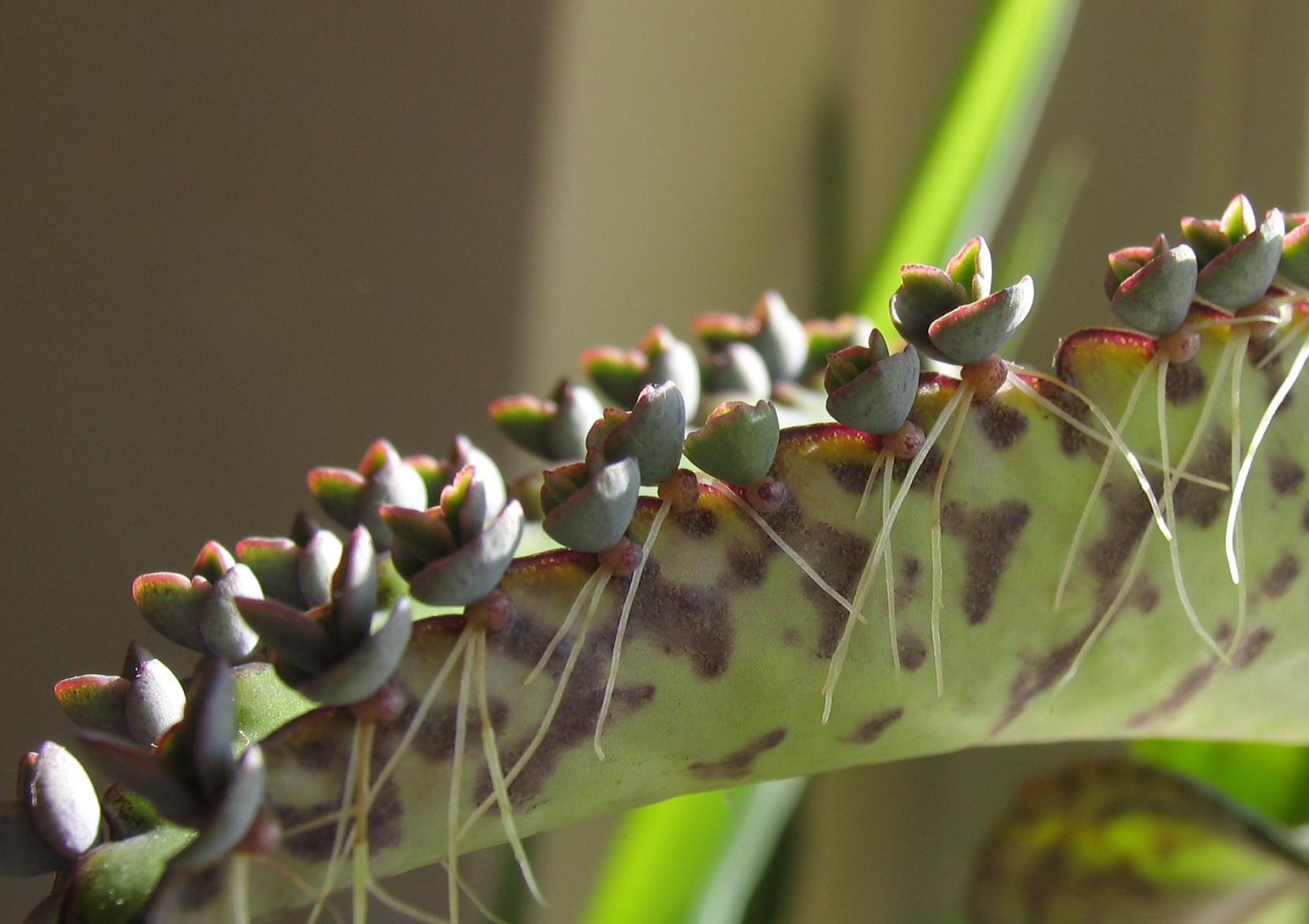
Propágulos na borda de uma folha de planta do gênero Bryophyllum (família: Crassulaceae).

Em Botânica, propágulos são estruturas constituídas basicamente por células meristemáticas que se desprendem de uma planta adulta para dar origem a uma nova planta, geneticamente idêntica à planta de origem (clones). Propágulos são muito comuns em algas, em gametófitos de Hepáticas e em espécies da família Crassulaceae, entre outras.